# David Matusiewicz
David Matusiewicz (* 10. März 1984) ist ein deutscher Ökonom und Professor für Betriebswirtschaftslehre insbesondere Gesundheitsmanagement an der FOM Hochschule. Er arbeitet dort als Hochschullehrer im Kompetenzcentrum für Medizinökonomie, geleitet von Christian Thielscher.

## Leben
David Matusiewicz studierte das Fach Wirtschaft mit dem Schwerpunkt „Management im Gesundheitswesen“ an der Westfälischen Hochschule in Gelsenkirchen. Von 2008 bis 2014 war er Wissenschaftlicher Mitarbeiter am Alfried Krupp von Bohlen und Halbach Stiftungslehrstuhl für Medizinmanagement und promovierte zum Dr. rer. medic. Während seiner Tätigkeit als Wissenschaftlicher Mitarbeiter und später Postdoc arbeitete der Wissenschaftler in den Arbeitsgruppen „Gesundheitsökonomische Evaluation und Versorgungsforschung“ sowie „Gesundheitssystem, Gesundheitspolitik und Arzneimittelsteuerung“. Von 2009 bis 2017 arbeitet er als Controller für die Novitas BKK. Seit August 2014 ist er Professor für Betriebswirtschaftslehre, insbesondere Gesundheitsmanagement an der FOM Hochschule für Ökonomie und Management.

## Forschungsschwerpunkte
Die Forschungsschwerpunkte von David Matusiewicz liegen nach eigenen Angaben im Bereich des Gesundheitsmanagements bzw. Medizinmanagements und der Gesundheitsökonomie.

## Schriften (Auswahl)
- mit A. Koerber, D. Schadendorf, J. Wasem und A. Neumann: Childhood Psoriasis – an analysis of German health insurance data, Pediatric Dermatology. Wiley, 2013. doi:10.1111/pde.12205.
- mit J. Wasem, A. Körber, D. Schadendorf und A. Neumann: Psoriasis im Kindes- und Jugendalter – eine bundesweite Ärztebefragung zur Versorgungssituation in Deutschland. In: Der Hautarzt. Springer-Verlag, Ausgabe 10, 2012, S. 801–807.
- mit S. Mostardt, W. Schröer, J. Wasem und A. Neumann: Efficacy and cost effectiveness of case management in patients with dementia. In: Zeitschrift für Gerontologie und Geriatrie (ZFGG). Springer-Verlag, Berlin / Heidelberg / New York, Ausgabe 7, 2012, 642–647.